# Alsomyia olfaciens
Alsomyia olfaciens là một loài ruồi trong họ Tachinidae.